# John L. Dolan

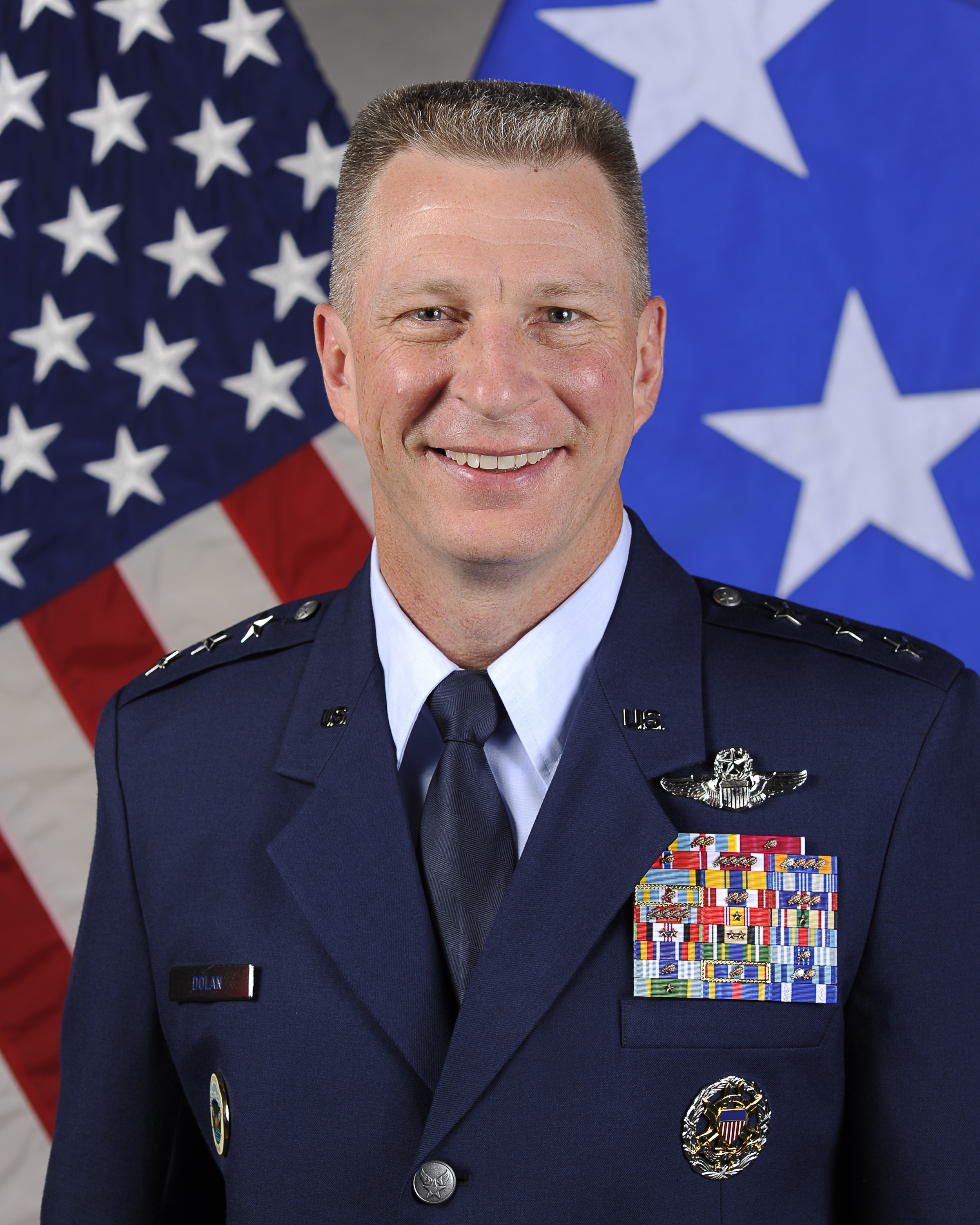
John L. Dolan (2015)

John L. Dolan (* um 1964) ist ein pensionierter Generalleutnant der United States Air Force. Er war unter anderem Kommandeur der United States Forces Japan und der 5. Luftflotte.
Über das ROTC-Programm der University of Northern Colorado gelangte Dolan im Jahr 1986 in das Offizierskorps des United States Air Force. Dort durchlief er anschließend alle Offiziersränge vom Leutnant bis zum Drei-Sterne-General.
Im Lauf seiner militärischen Karriere absolvierte er verschiedene Kurse und Schulungen. Dazu gehörten unter anderem eine Ausbildung zum Kampfpiloten und weitere Fortbildungskurse als Pilot neuer Flugzeugtypen; die Squadron Officer School auf der Maxwell Air Force Base in Alabama; die Embry-Riddle Aeronautical University; das Air Command and Staff College, das sich ebenfalls auf der Maxwell AFB befindet; das National War College in Fort Lesley J. McNair, Washington, D.C.; der Joint Force Air Component Commander Course auf der Maxwell AFB und der Leadership at the Peak Course in Colorado Springs.
In seinen frühen Jahren als Offizier der Luftwaffe war er an verschiedenen Stützpunkten in den Vereinigten Staaten stationiert. Dabei war er als Pilot, Flugausbilder oder Stabsoffizier bei unterschiedlichen Einheiten tätig. Dazwischen absolvierte er die erwähnten Schulungen. Zwischen Oktober 1988 und Dezember 1992 war er auf der Misawa Air Base in Japan stationiert. Weitere Auslandseinsätze führten ihn nach Deutschland auf die Spangdahlem Air Base (Juli 1993 bis Juli 1996) und die Kunsan Air Base in Südkorea (Juli 1999 bis Juni 2000).
Zwischen März 2007 und Juli 2008 war John Dolan Unterabteilungsleiter (Chief, Force Applications Engagement Division) in der J8-Stabsabteilung bei den Joint Chiefs of Staff. In diese Zeit fiel am 1. September 2007 seine Beförderung zum Oberst. Danach war er bis Juli 2009 im Irak stationiert, wo er stellvertretender Kommandeur des 332. Expeditionsgeschwaders (332nd Air Expeditionary Wing) war. Zwischen Juli 2009 und Mai 2010 gehörte er dem Stab des United States Secretary of the Air Force an. Dort leitete er das Verbindungsbüro der Air Force beim Senat der Vereinigten Staaten (Chief, Senate Legislative Liaison, Office of the Secretary of the Air Force). 
Anschließend kehrte er zur Kunsan AB in Südkorea zurück, wo er zwischen Mai 2010 und Mai 2011 das 8. Kampfgeschwader (8th Fighter Wing) kommandierte. Es folgte eine Rückkehr zum Stab des Secretary of the Air Force. Von Mai 2011 bis Oktober 2012 war er dort als Deputy Director, Legislative Liaison für die Beziehungen zum Kongress der Vereinigten Staaten zuständig. Daran schloss sich eine Versetzung nach Afghanistan an. Auf dem dortigen Kandahar Airfield kommandierte er zwischen November 2012 und November 2013 das 451. Expeditionsgeschwader (451st Air Expeditionary Wing), das im Rahmen der dortigen NATO-Mission eingesetzt war.
Als Nächstes wurde er auf die Shaw Air Force Base in South Carolina versetzt. Dort gehörte er zwischen Januar und Mai 2014 als Assistant Deputy Commander dem Stab des U.S. Air Forces Central Commands an. Gleichzeitig war er stellvertretender Kommandeur der 9th Air Expeditionary Task Force. Im Mai 2014 wurde John Dolan zum Camp H. M. Smith in Hawaii versetzt. Dort war er bis Mai 2015 Stabschef des United States Indo-Pacific Commands. Sein nächster Auftrag führte ihn auf die Yokota Air Base in Japan, wo er am 5. Juni 2015 als Nachfolger von Salvatore A. Angelella das Kommando über die United States Forces Japan und die 5. Luftflotte übernahm. Diese beiden Kommandos bekleidete er bis zum Oktober 2016 als Jerry P. Martinez seine Nachfolge antrat.
Nach dem Ende seiner Zeit als Kommandeur in Japan kehrte Dolan zum Stab der Joint Chiefs of Staff in Washington, D.C. zurück. Dort wurde er Leiter der Stabsabteilung J3 für Operationen (Director for Operations). Diese Aufgabe nahm er bis zum Oktober 2018 wahr. Anschließend schied er aus dem aktiven Militärdienst aus.
Während seiner aktiven Zeit als Militärpilot absolvierte er über 4000 Flugstunden auf verschiedenen Flugzeugtypen.

## Daten der Beförderungen
| Abzeichen | Rang               | Jahr              |
| --------- | ------------------ | ----------------- |
|           | Second Lieutenant  | 14. Juni 1986     |
|           | First Lieutenant   | 9. August 1988    |
|           | Captain            | 9. August 1990    |
|           | Major              | 1. Mai 1998       |
|           | Lieutenant Colonel | 1. November 2002  |
|           | Colonel            | 1. September 2007 |
|           | Brigadier General  | 2. Mai 2012       |
|           | Major General      | 2. März 2015      |
|           | Lieutenant General | 5. Juni 2015      |

## Orden und Auszeichnungen
John Dolan erhielt im Lauf seiner militärischen Laufbahn unter anderem folgende Auszeichnungen:
- Defense Distinguished Service Medal
- Defense Superior Service Medal
- Legion of Merit
- Bronze Star Medal
- Air Medal
- Air Force Commendation Medal
- Air Force Achievement Medal
- Meritorious Service Medal
- Aerial Achievement Medal
- Afghanistan Campaign Medal
- Iraq Campaign Medal
- Korean Defense Service Medal (Südkorea)